# KK Vojvodina Srbijagas
KK Vojvodina Srbijagas je srpski košarkaški klub iz Novog Sada. Klub se natječe u Košarkaškoj ligi Srbije. Dvorana u kojoj igraju je Sportski centar Vojvodina, a ima kapacitet od 11.500 sjedećih mjesta. 

## Povijest
Polovicom 2000. Naftna industrija Srbije (NIS) preuzela je osnivačka prava i postala vlasnik cjelokupnog kapitala KK Beobanka. U prvoj sezoni u najboljoj jugoslovenskoj ligi, KK NIS Vojvodina zauzela je osmo mjesto i plasirao se u doigravanje, gdje je eliminiran u prvom kolu od podgoričke Budućnosti. U prva tri kola prvenstva vodio ih je trener Srđan Antić, a u četvrtom kolu momčad preuzeo Milovan Stepandić i vodio do kraja prvenstva.
Sljedeće sezone Vojvodina je osvojila šesto mjesto i ponovo se plasirala u doigravanje. U prvom kolu je eliminirana od FMP Železnika.
U sezoni 2002./03. je za trenera kluba postavljen je Miroslav Nikolić. Vojvodina je osvojila 8. mjesto i plasirala se u doigravanje, ali je eliminirana u prvom kolu od beogradskog Partizana.
U sezoni 2003./04. klub je osvojio u Prvenstvu Srbije i Crne Gore (iza Partizana i Hemofarma) i plasirao se u Superligu. U toj ligi su sudjelovale 4 prvoplasirane momčadi Prve lige i 4 momčadi iz Srbije i Crne Gore koje su igrale u Jadranskoj ligi. Vojvodina je zauzela 4. mjesto i plasirala se u doigravanje, a u polufinalu je poražena u dvije dramatične utakmice od budućeg prvaka Partizana. Pored toga, Vojvodina se plasirala i u polufinale nacionalnog Kupa Radivoja Koraća, gdje je eliminirana od kasnijeg prvaka Crvene zvezde. U FIBA-inoj Euroligi Vojvodina je bila četvrta u skupini D i plasirala se u drugi krug, ali je tu eliminirana od ruskog UNIKS Kazana. U sezoni 2003./04. trener momčadi bio je Nikola Lazić. On je vodio momčad i na početku sljedeće sezone, ali ga je u međuvremenu zamijenio Jovica Arsić, da bi u koncem sezone momčad vodio Vlade Đurović. U toj sezoni klub je osvojio Kup Srbije, pobijedivši u finalnom susretu niški Ergonom. Poslije 26 odigranih kola Vojvodina je osvojila 1. mjesto u Atlas Pils Prvoj ligi i plasirala se u Superligu, u kojoj je na kraju bila peta, izborivši pravo da se u sezoni 2005./06. natječe u Jadranskoj ligi. 
Sezona 2005./06. bila je jedna od najuspješnijih u klupskoj povijest. U svojoj debitantskoj sezoni u Jadranskoj ligi, klub se je plasirao na 'Final Eight u Sarajevu, zauzevši 6. mjesto. Vojvodina je sezonu završila kao momčad s najviše postignutih poena u ligi. Prije početka Superlige klub je promijenio ime u KK Vojvodina Srbijagas. Iako je momčad Vojvodine početkom 2008./09. najavila borbu za Final-Four Jadranske lige, to se ipak nije dogodilo, upravo suprotno Vojvodina je ispala iz NLB lige i zbog toga će morati pauzirati jednu sezonu.

## Poznati igrači
- Milan Gurović
- Jovo Stanojević
- Čedomir Vitkovac
- István Németh
- Smiljan Pavič
- Kebu Stewart
- Nikola Jokić

## Vanjske poveznice
- Službena stranica  Arhivirana inačica izvorne stranice od 23. siječnja 2009. (Wayback Machine)

| KK Vojvodina Srbijagas | KK Vojvodina Srbijagas |
| --- | ---------------------- |
| |                        |
| 4 Popović \| 5 Hajduković \| 6 Zdravković \| 7 Radenković \| 9 Čavić \| 11 Bajić \| 12 Jovanović \| 13 Šutalo \| 19 Peković \| 24 Fisher \| 25 Habuš \| 34 Buha \| 55 Pavković \| -- Stanojević Trener: Đurović |                        |

| KK Vojvodina Srbijagas | KK Vojvodina Srbijagas |
| --- | ---------------------- |
| |                        |
| 4 Popović \| 5 Hajduković \| 6 Zdravković \| 7 Radenković \| 9 Čavić \| 11 Bajić \| 12 Jovanović \| 13 Šutalo \| 19 Peković \| 24 Fisher \| 25 Habuš \| 34 Buha \| 55 Pavković \| -- Stanojević Trener: Đurović |                        |

| Košarkaška liga Srbije (2011./12.) | Košarkaška liga Srbije (2011./12.) |
| --- | ---------------------------------- |
| |                                    |
| OKK Beograd \| Borac \| Crvena zvezda \| FMP \| Hemofarm \| Mega Vizura \| Metalac \| Napredak \| Partizan \| Proleter \| Radnički Basket \| Radnički (Beograd) \| Radnički (Kragujevac) \| Sloboda \| Sloga \| Tamiš \| Vojvodina |                                    |

| Košarkaška liga Srbije (2011./12.) | Košarkaška liga Srbije (2011./12.) |
| --- | ---------------------------------- |
| |                                    |
| OKK Beograd \| Borac \| Crvena zvezda \| FMP \| Hemofarm \| Mega Vizura \| Metalac \| Napredak \| Partizan \| Proleter \| Radnički Basket \| Radnički (Beograd) \| Radnički (Kragujevac) \| Sloboda \| Sloga \| Tamiš \| Vojvodina |                                    |

| ABA liga                                                                                    | ABA liga |
| ------------------------------------------------------------------------------------------- | --- |
|                                                                                             | |
| Nazivi: Goodyear liga (2001. – 2006.) · NLB liga (2006. – 2011.) · ABA liga (2011. – danas) | |
|                                                                                             | |
| Sudionici 2024./25.                                                                         | Igokea (Laktaši / Aleksandrovac) · Mornar (Bar) · Budućnost (Podgorica) · Studentski centar (Podgorica) · Split · Zadar · Cibona (Zagreb) · Cedevita Olimpija (Ljubljana) · Krka (Novo Mesto) · Crvena zvezda (Beograd) · FMP (Beograd) · Partizan (Beograd) · Mega (Beograd / Srijemska Mitrovica) · Borac (Čačak) · Spartak (Subotica) · Dubai |
|                                                                                             | |
| Bivši sudionici (2001. – 2024.)                                                             | Borac (Banja Luka) · Bosna (Sarajevo) · Široki (Široki Brijeg) · Sloboda (Tuzla) · Levski (Sofija) · Lovćen (Cetinje) · Sutjeska (Nikšić) · ČEZ (Nymburk) · Kvarner (Rijeka) · Šibenik · Cedevita (Zagreb) · Zagreb · Maccabi (Tel Aviv) · Szolnoki Olaj · Karpoš Sokoli (Skoplje) · MZT (Skoplje) · Helios (Domžale) · Laško · Olimpija (Ljubljana) · Slovan (Ljubljana) · Šentjur · Koper Primorska (Kopar) · FMP Železnik (Beograd) · Radnički (Kragujevac) · Vojvodina Srbijagas (Novi Sad) · Metalac (Valjevo) · Vršac |
|                                                                                             | |
| Sezone:                                                                                     | 2001./02. · 2002./03. · 2003./04. · 2004./05. · 2005./06. · 2006./07. · 2007./08. · 2008./09. · 2009./10. · 2010./11. · 2011./12. · 2012./13. · 2013./14. · 2014./15. · 2015./16. · 2016./17. · 2017./18. · 2018./19. · 2019./20. · 2020./21. · 2021./22. · 2022./23. · 2023./24. · 2024./25. · |
|                                                                                             | |
| Prvaci:                                                                                     | Partizan (7) · Crvena zvezda (7) · FMP Železnik (2) · Olimpija (1) · Zadar (1) · Vršac (1) · Maccabi (1) · Cibona (1) · Budućnost (1) |
|                                                                                             | |
| Doprvaci:                                                                                   | Cedevita (4) · Partizan (4) · Cibona (3) · Crvena zvezda (3) · Budućnost (2) Krka (1) · Maccabi (1) · FMP Železnik (1) · Vršac (1) · Olimpija (1) · Mega (1) · |
|                                                                                             | |
| Prvaci regularne sezone:                                                                    | Crvena zvezda (6) · Partizan (4) · Cibona (2) · Olimpija (1) · Vršac (1) · FMP Železnik (1) · Maccabi (1) · Igokea (1) · Budućnost (1) |
|                                                                                             | |
| ostala natjecanja                                                                           | Druga ABA liga · Superkup ABA lige |

| ABA liga                                                                                    | ABA liga |
| ------------------------------------------------------------------------------------------- | --- |
|                                                                                             | |
| Nazivi: Goodyear liga (2001. – 2006.) · NLB liga (2006. – 2011.) · ABA liga (2011. – danas) | |
|                                                                                             | |
| Sudionici 2024./25.                                                                         | Igokea (Laktaši / Aleksandrovac) · Mornar (Bar) · Budućnost (Podgorica) · Studentski centar (Podgorica) · Split · Zadar · Cibona (Zagreb) · Cedevita Olimpija (Ljubljana) · Krka (Novo Mesto) · Crvena zvezda (Beograd) · FMP (Beograd) · Partizan (Beograd) · Mega (Beograd / Srijemska Mitrovica) · Borac (Čačak) · Spartak (Subotica) · Dubai |
|                                                                                             | |
| Bivši sudionici (2001. – 2024.)                                                             | Borac (Banja Luka) · Bosna (Sarajevo) · Široki (Široki Brijeg) · Sloboda (Tuzla) · Levski (Sofija) · Lovćen (Cetinje) · Sutjeska (Nikšić) · ČEZ (Nymburk) · Kvarner (Rijeka) · Šibenik · Cedevita (Zagreb) · Zagreb · Maccabi (Tel Aviv) · Szolnoki Olaj · Karpoš Sokoli (Skoplje) · MZT (Skoplje) · Helios (Domžale) · Laško · Olimpija (Ljubljana) · Slovan (Ljubljana) · Šentjur · Koper Primorska (Kopar) · FMP Železnik (Beograd) · Radnički (Kragujevac) · Vojvodina Srbijagas (Novi Sad) · Metalac (Valjevo) · Vršac |
|                                                                                             | |
| Sezone:                                                                                     | 2001./02. · 2002./03. · 2003./04. · 2004./05. · 2005./06. · 2006./07. · 2007./08. · 2008./09. · 2009./10. · 2010./11. · 2011./12. · 2012./13. · 2013./14. · 2014./15. · 2015./16. · 2016./17. · 2017./18. · 2018./19. · 2019./20. · 2020./21. · 2021./22. · 2022./23. · 2023./24. · 2024./25. · |
|                                                                                             | |
| Prvaci:                                                                                     | Partizan (7) · Crvena zvezda (7) · FMP Železnik (2) · Olimpija (1) · Zadar (1) · Vršac (1) · Maccabi (1) · Cibona (1) · Budućnost (1) |
|                                                                                             | |
| Doprvaci:                                                                                   | Cedevita (4) · Partizan (4) · Cibona (3) · Crvena zvezda (3) · Budućnost (2) Krka (1) · Maccabi (1) · FMP Železnik (1) · Vršac (1) · Olimpija (1) · Mega (1) · |
|                                                                                             | |
| Prvaci regularne sezone:                                                                    | Crvena zvezda (6) · Partizan (4) · Cibona (2) · Olimpija (1) · Vršac (1) · FMP Železnik (1) · Maccabi (1) · Igokea (1) · Budućnost (1) |
|                                                                                             | |
| ostala natjecanja                                                                           | Druga ABA liga · Superkup ABA lige |